# Edouard Sinayobye
Edouard Sinayobye (* 20. April 1966 im Distrikt Gisagara, Südprovinz, Ruanda) ist ein ruandischer Geistlicher und römisch-katholischer Bischof von Cyangugu.

## Leben
Edouard Sinayobye besuchte das Knabenseminar Saint Léon in Kabgayi und absolvierte von 1993 bis 1994 das theologische Propädeutikum in Rutongo. Nach dem Studium der Philosophie und Theologie am Priesterseminar in Nyakibanda empfing er am 12. August 2000 das Sakrament der Priesterweihe für das Bistum Butare.
Nach der Priesterweihe war er bis 2005 Kaplan an der Kathedrale von Butare und Direktor der Diözesankommission Justitia et Pax. Anschließend war er drei Jahre lang Pfarrer in Gakoma und gehörte der Finanzkommission des Bistums an. Von 2008 bis 2013 studierte er in Rom am Institut für Spiritualität der Päpstlichen Fakultät Teresianum, wo er 2010 das Lizenziat erwarb und 2013 zum Dr. theol. promoviert wurde. Während seines Doktoratsstudiums war er zusätzlich in seinem Heimatbistum als Caritasdirektor und Diözesanökonom tätig. Von 2014 bis zu seiner Ernennung zum Bischof war er Rektor des Propädeutikums in Nyumba sowie Dozent für spirituelle Theologie am Priesterseminar in Nyakibanda und an der Catholic University of Rwanda. Außerdem war er Sekretär der Kommission für die Berufungspastoral der ruandischen Bischofskonferenz und Mitglied des Nationalkomitees für die Eucharistischen Kongresse.
Am 6. Februar 2021 ernannte ihn Papst Franziskus zum Bischof von Cyangugu. Der Bischof von Butare, Philippe Rukamba, spendete ihm am 25. März desselben Jahres die Bischofsweihe. Mitkonsekratoren waren der Erzbischof von Kigali, Antoine Kardinal Kambanda, und der Bischof von Gikongoro, Célestin Hakizimana.